# Система футбольних ліг Німеччини
Чемпіонат Німеччини з футболу (Тж. Бундесліга від нім. Bundesliga) — чемпіонат професійних футбольних клубів Німеччини. Проводиться з 1963 року, до цього футбол перебував на любительському рівні.

## Система футбольних ліг Німеччини
У таблиці наведена сучасна система футбольних ліг Німеччини.
| 1 | Бундесліга 18 клубів                                                |                                     |                                      |
| 2 | Друга Бундесліга 18 клубів                                          |                                     |                                      |
| 3 | Третя Бундесліга 20 клубів                                          |                                     |                                      |
| 4 | Регіональна ліга «Захід» 18 клубів                                  | Регіональна ліга «Північ» 18 клубів | Регіональна ліга «Південь» 18 клубів |
| 5 | Оберліга 11 паралельних груп по 18 клубів і одна група на 16 клубів |                                     |                                      |
| 6 | Ландесліга 33 паралельні групи                                      |                                     |                                      |
| 7 | Крейсліга 56 паралельних груп                                       |                                     |                                      |